# José Vicente Díaz Bravo
José Vicente Díaz Bravo (Tudela, 27 de marzo de 1708-Alta mar del Océano Atlántico, 24 de abril de 1772) fue un fraile carmelita, obispo de Durango, en el Reino de Nueva Vizcaya, Virreinato de Nueva España.

## Biografía
Era hijo de Juan Gabriel Díaz Bravo, natural de Penches, y de Catalina Sáenz de Trápaga, natural de Puente Arenas, ambas localidades de la provincia de Burgos. Bautizado en la Iglesia Colegial de Tudela (luego catedral).
En el convento de Tudela toma los hábitos de El Carmen Observante y obtuvo el título de doctor y maestro en Teología. Ocupó en Pamplona, en el Colegio Carmelitano, la cátedra de Prima. También fue regente de estudios del Convento de Tudela, además de prior.
En 1769 Carlos III le designa como Obispo de Durango, en Nueva España saliendo el 22 de diciembre de ese año desde Madrid hacia Cádiz donde embarcó rumbo a Veracruz a donde llegó el 29 de mayo de 1770. Estando en Puebla de los Ángeles recibe la consagración episcopal el 3 de junio de 1770.

## Obras
- El ayuno reformado según práctica de la primitiva Iglesia por los cinco breves de nuestro Santísimo P. Benedictino XIV. Pamplona, 1754.
- El confesor instruido en lo que toca a su cómplice en el pecado torpe contra el sexto precepto del decálogo según las constituciones últimas de N. SS. P. Benedicto XIV. Madrid, 1756.[1]
- Memorias históricas de Tudela. Tudela, 1759.[2]
- El penitente mal preguntado del nombre y lugar de la habitación de su cómplice según las Bulas de N. SS. Benedicto XIV. Madrid, 1766.
- La Corona Real de Navarra, inédita, sin fecha, aunque dispuesta para su impresión.